# Promised Land (pel·lícula de 2004)
Promised Land (títol original en hebreu הארץ המובטחת) és una pel·lícula  franco-israeliana d'Amos Gitai estrenada l'any 2004.

## Argument
Una nit al desert del Sinaí, al clar de lluna, un grup d'homes i de dones s'escalfa al voltant d'un foc de camp. Les dones venen d'Europa de l'Est, els homes són beduins. Demà, passaran la frontera en secret i les dones seran subhastades. Passaran de mà en mà, víctimes d'una xarxa de prostitució.
Una nit, en un club, Diana coneix Rosa. La suplica d'ajudar-la. La seva trobada és un signe d'esperança en la situació difícil que viuen aquestes dones.

## Repartiment
- Rosamund Pike: Rosa
- Diana Bespechni: Diana
- Anne Parillaud: Anne
- Hanna Schygulla: Hanna
- Yussuf Abu-Warda: Yussuf
- Amos Lavie: Hezi

## Rebuda
- 2004: Festival de Venècia: Secció oficial a concurs. Premi CinemAvvenire
- 2004: Festival de Valladolid - Seminci: Selecció oficial de llargmetratges a concurs
- Crítica:"Un film dur i inclement (...) valent i necessari, i reflecteix l'insubornable esperit crític de Gitai."[2]